# عين الحصن
عين لحصن هي قرية مغربية شمال المملكة. تنتمي عين لحصن لعمالة تطوان الساحلي. تضم هذه القرية 6.552 نسمة (إحصاء 2004).